# Tetramorium squaminode
Tetramorium squaminode är en myrart som beskrevs av Santschi 1911. Tetramorium squaminode ingår i släktet Tetramorium och familjen myror. Inga underarter finns listade i Catalogue of Life.